# 永寧 (後趙)
永寧（えいねい）は、五胡十六国時代、後趙の君主石祗の治世に使用された後趙最後の元号(年号)である。350年3月 - 351年4月。

## 西暦・干支との対照表
| 永寧 | 元年  | 2年   |
| 西暦 | 350年 | 351年 |
| 干支 | 庚戌  | 辛亥  |